# High Times
High Times és una banda de ska de Barcelona, nascuda a la Vila de Gràcia a principi del segle xxi. Ha realitzat concerts amb un combinat de temes en català i anglès amb influències jamaicanes.
La banda s'inspira del so original de l'ska clàssic dels anys 1960 però també dels diferents estils dins del gènere cm ara 2 tone, una mescla de ska i punk rock i Third Wave (tercera onada). Tot i les influències, aspira a aconseguir una sonoritat pròpia i un estil únic. El 2012, la banda fou seleccionada per la campanya d'autopromoció d'estiu de Betevé, en la qual crearen «Summertime a BTV», una variant de la seva cançó «En un sol instant».
El grup ha enregistrat tres discs. El seu debut, High Times (2008, autoeditat) i Que no acabi mai! (2011, Quimera Records). El 2014 va sortir Fins que surti el sol (2014, Kasba), un disc de llarga durada amb dotze nous temes, a ritme de ska, reggae i early.
El novembre de 2015 la banda va fer efectiva la seva retirada dels escenaris.